# Zach Barack
Zach Barack (17 de noviembre de 1995) es un actor, cantante y comediante estadounidense. Barack le da voz al personaje principal Barney en la serie animada de Netflix, Dead End: Paranormal Park. Es conocido como el primer actor abiertamente transgénero en una película del Universo Cinematográfico de Marvel, Spider-Man: Far From Home.

## Primeros años
Barack nació en Evanston, Illinois y creció en Glenview. Trabajó en una organización juvenil queer en Washington D. C. y en una tienda de galletas después de la secundaria.

## Carrera
Barack ha dado voz al personaje principal en Dead End: Paranormal Park de Netflix y tuvo un papel menor en la película Spider-Man: Far From Home. También ha aparecido en episodios de Transparent y L.A.'s Finest. Escribe música y actúa como comediante.

## Filmografía

### Cine
| Año  | Título                    | Papel | Notas    |
| ---- | ------------------------- | ----- | -------- |
| 2019 | Spider-Man: Far From Home | Zach  | Película |

### Televisión
| Año  | Título                    | Papel                | Notas                                 |
| ---- | ------------------------- | -------------------- | ------------------------------------- |
| 2019 | L.A.'s Finest             | Sam                  | 2 episodios                           |
| 2019 | Transparent               | Nico                 | Episodio: Transparent Musicale Finale |
| 2020 | The College Tapes         | Frankie Meeks        | 10 episodios                          |
| 2022 | Dead End: Paranormal Park | Barney Guttman (voz) | 19 episodios                          |